# الیزاویل (کنتاکی)
الیزاویل (به انگلیسی: Elizaville) یک منطقهٔ مسکونی در ایالات متحده آمریکا است که در شهرستان فلمینگ، کنتاکی واقع شده‌است. الیزاویل ۱۸۱ نفر جمعیت دارد و ۲۷۰٫۰۶ متر بالاتر از سطح دریا واقع شده‌است.